# П'яцца-Гранде
П'яцца-Гранде («Велика площа», італ. Piazza Grande) є історичним центром міста Модена і перебуває під охороною як об'єкт Всесвітньої спадщини. На площі панує Моденський собор (див. зображення, в центрі панорами) з характерною кампанілою. Будівля Міської ради (італ. Palazzo Comunale; на панорамі праворуч від собору) побудована 1194 року; від первісної споруди збереглася годинникова башта (італ. Torre Dell'orologio).
Собор присвячений патронові міста святому Гемініану, який займав моденську кафедру в IV столітті. Його будівництво почато 1099 року. Це значних розмірів будівля, облицьована рожевим мармуром, один з кращих зразків романського стилю в Італії. Будівництво почав архітектор із Ломбардії Ланфранко (італ. Lanfranco). Скульптурне оздоблення виконав Вілігельмус (Wiligelmus). Роботи закінчено 1322 року, коли намітився перехід до готики, що видно зі створеної Ансельмо да Кампіоне (XII століття) троянди, що прикрашає головний портал. У несильно заглибленій крипті міститься поховання святого — покровителя Модени. Головний фасад собору на площу не виходить і розташований у торцевій частині будівлі (на фото — ліворуч)
Струнка кампаніла, іменована Гірландиною (в центрі панорами площі), височіє поряд із собором. Її збудовано між 1100 і 1319 роками. Місцеві жителі називають її за висоту «вказівним пальцем Господа». Нагору ведуть 191 сходинка. Як і деякі інші вежі в різних італійських містах, вона явно нахилена.